# Paraphrase (Sprache)
Paraphrase (von altgriechisch παρά pará „daneben, dabei“ und φράζειν phrázein „reden, sagen“) im Sinne der Sprachwissenschaft ist ein mehrdeutiger Ausdruck.

## Inhalte
Die Paraphrase kann folgende Inhalte umfassen:
1. Sie ist die Umschreibung der Bedeutung eines sprachlichen Ausdrucks durch andere sprachliche Ausdrücke. Das geschieht insbesondere mit dem Anspruch einer möglichst identischen Wiedergabe des Sinns eines Wortes bzw. des Gedankens eines Satzes oder Textes.
2. Die Paraphrase bezeichnet die sinngemäße Wiedergabe eines sprachlichen Ausdrucks oder eines Textes. Sie ist ein Mittel zur Erklärung, Verdeutlichung oder Interpretation. Dieser Vorgang wird auch Paraphrasierung genannt.[1] Es ist die Wiederholung des Gelesenen oder Gehörten mit eigenen Worten, was beispielsweise in der Mediation üblich ist.
3. Es handelt sich um eine freie, nur sinngemäße Übertragung in eine andere Sprache.[2] Auf Grund der vielfältigen Übersetzungsmöglichkeiten (wörtliche Übersetzung, philologische Übersetzung, kommunikative Übersetzung, bearbeitende Übersetzung) steht die Paraphrase des Öfteren im Diskussionsfokus der Translationswissenschaft[3][4]
4. Die Paraphrase ist speziell ein elementares Verfahren der generativen Grammatik zur Feststellung der semantischen Identität verschiedener Sätze.[5] Diese zu analytischen Zwecken generierten Paraphrasen werden als linguistische Paraphrasen bezeichnet. Sie bilden das Gegenstück zu den kommunikativen Paraphrasen als Ergebnis einer „Paraphrasebildung auf der freien Wildbahn praktischer Kommunikation“.[6]

Es gibt viele feststehende Ausdrücke, mit denen eine Paraphrase eingeleitet werden kann und an denen eine Paraphrase auch entsprechend erkannt werden kann. Diese Ausdrücke werden in der Linguistik als Reformulierungs- bzw. Paraphrasenindikatoren bezeichnet. Einer der bekanntesten Indikatoren ist das heißt (d. h.). Beispiel für eine Paraphrase: Die Ampel ist rot, das heißt, kein Fußgänger darf die Straße überqueren. Andere Beispiele für Paraphrasen-Indikatoren sind: genauer gesagt, also oder sprich.
Zitate können durch eine Paraphrase abgeschlossen, detailliert oder mit eigenen Worten wiedergegeben und interpretiert werden. Für Textanalysen stellt die Paraphrase oftmals die erste Stufe dar.

## Arten von Paraphrasen
In der linguistischen Literatur werden nach Funktion und Inhalt verschiedene Arten von Paraphrasen unterschieden. Paraphrasen können eine Expansion, Reduktion oder Variation darstellen – abhängig von dem inhaltlichen Verhältnis des Bezugsausdruck zum Reformulierungsausdruck, also der Art der sogenannten Äquivalenzrelation. Analog wird manchmal zwischen vollständigen, zusammenfassenden oder aspektualisierenden Paraphrasen unterschieden. Paraphrasen können entsprechend auch ganz unterschiedliche kommunikative Funktionen erfüllen, z. B. Verständnis herstellen oder absichern, Gespräche gliedern und thematisch steuern sowie die Explikation und Präzision von Gedanken ermöglichen. Neben diesen semantisch oder textlinguistisch beschreibbaren Funktionen können Paraphrasen auch interaktive Funktionen erfüllen, z. B. wenn sie geäußert werden, um Zeit für die Planung nachfolgender Äußerungen zu gewinnen.
Da Paraphrasen genau wie Reparaturphänomene außerdem einen bestimmten Typ von Reformulierungshandlungen darstellen, können auch sie danach unterschieden werden, wer einen Ausdruck paraphrasiert (Selbst- vs. Fremdbezug) und wer die Paraphrasierung initiiert, ohne sie zwingend selbst auszuführen (Selbst- vs. Fremdinitiierung).

## Verwandte Techniken
Die Interpretation oder Reflexion sowie das aktive Zuhören sind verwandte Kommunikationstechniken. In der Antike und an mittelalterlichen Hochschulen war die Paraphrase ein üblicher Bestandteil wissenschaftlicher Gespräche. Beispiele hierfür sind die Platonischen Dialoge.